# Púixkino (Khabàrovsk)
Púixkino (en rus: Пушкино) és un poble del krai de Khabàrovsk, a Rússia, que el 2019 tenia 442 habitants. Pertany al districte rural de Bikinski.